# Rettigska huset
Ej att förväxlas med Rettigska palatset i Åbo eller med Rettigska palatset i Gävle

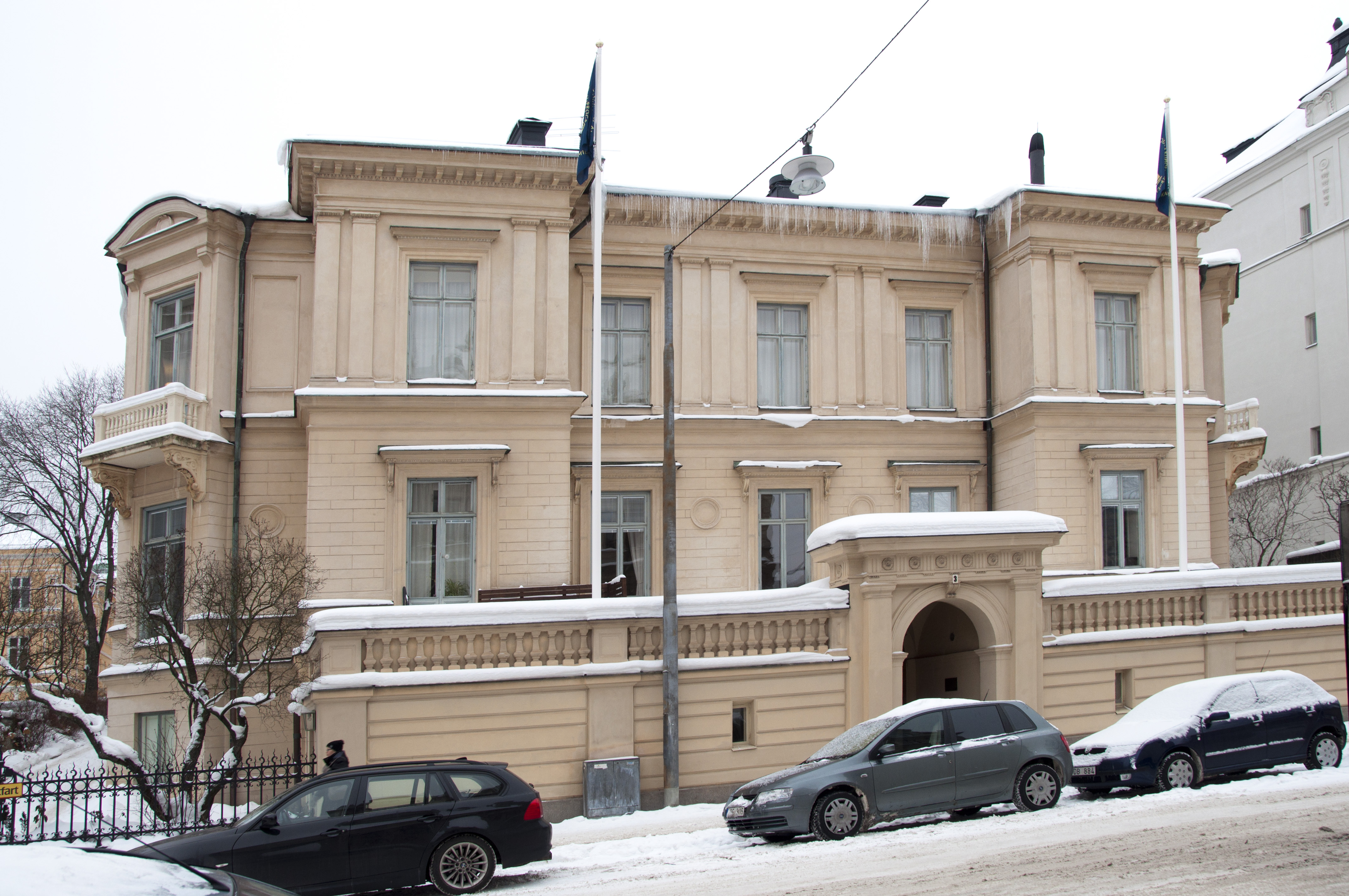
Rettigska huset

Rettigska huset är en byggnadsminnesförklarad byggnad på Villagatan 3 i Villastaden på Östermalm i Stockholm.
Huset kom genom den Rettigska donationen av Herbert Rettig, som avled 1962, och hans hustru, att bli hem för Kungliga Vitterhetsakademien.
Det palatsliknande bostadshuset ritades i en klassicerande stil och uppfördes 1878–1879 av arkitektbröderna Hjalmar Kumlien och Axel Kumlien, vilka spelade en aktiv roll när Villastaden planlades och bebyggdes. När huset stod färdigt köptes det av Anna Retzius, dotter till Aftonbladets grundare Lars Johan Hierta. År 1899 övergick det i familjen Rettigs ägo.
Den 4 september 1973 höll akademien sitt första sammanträde i eget hus.